# Najdo-Beljovskij Kanal
Najdo-Beljovskij Kanal (ryska: Найдо-Белёвский Канал) är en kanal i Belarus.   Den ligger i voblasten Homels voblast, i den centrala delen av landet, 210 km söder om huvudstaden Minsk.
I omgivningarna runt Najdo-Beljovskij Kanal växer i huvudsak blandskog. Runt Najdo-Beljovskij Kanal är det glesbefolkat, med 16 invånare per kvadratkilometer.